# Cernik (Croazia)
Cernik è un comune croato di 4 200 abitanti. Si trova 2 chilometri a nord di Nova Gradiška, centro a cui è ormai unito.
Nel medioevo è stato un importante polo commerciale e sede di famiglie aristocratiche. Luoghi d'interesse sono il Castello medievale, rimaneggiato in età barocca, e la chiesa dei santi Pietro e Paolo del 1777. Si conservano tracce di fortificazioni romane.